# Bramel
Bramel is een dorp en voormalige gemeente in het Landkreis Cuxhaven in de deelstaat Nedersaksen. 
De oude gemeente ging in 1974 op in de eenheidsgemeente Schiffdorf. Het dorp wordt voor het eerst genoemd in een oorkonde uit 1185, en in 1280 nogmaals als Bramelo. De naam betekent: brem-lo, brem-bosje. Het dorpskerkje, de Driekoningenkerk, werd in de 13e eeuw gebouwd en in 1774 ingrijpend gerenoveerd. Geschiedkundige voorvallen van meer dan plaatselijke betekenis zijn, voor zover bekend, niet overgeleverd.

## Afbeeldingen

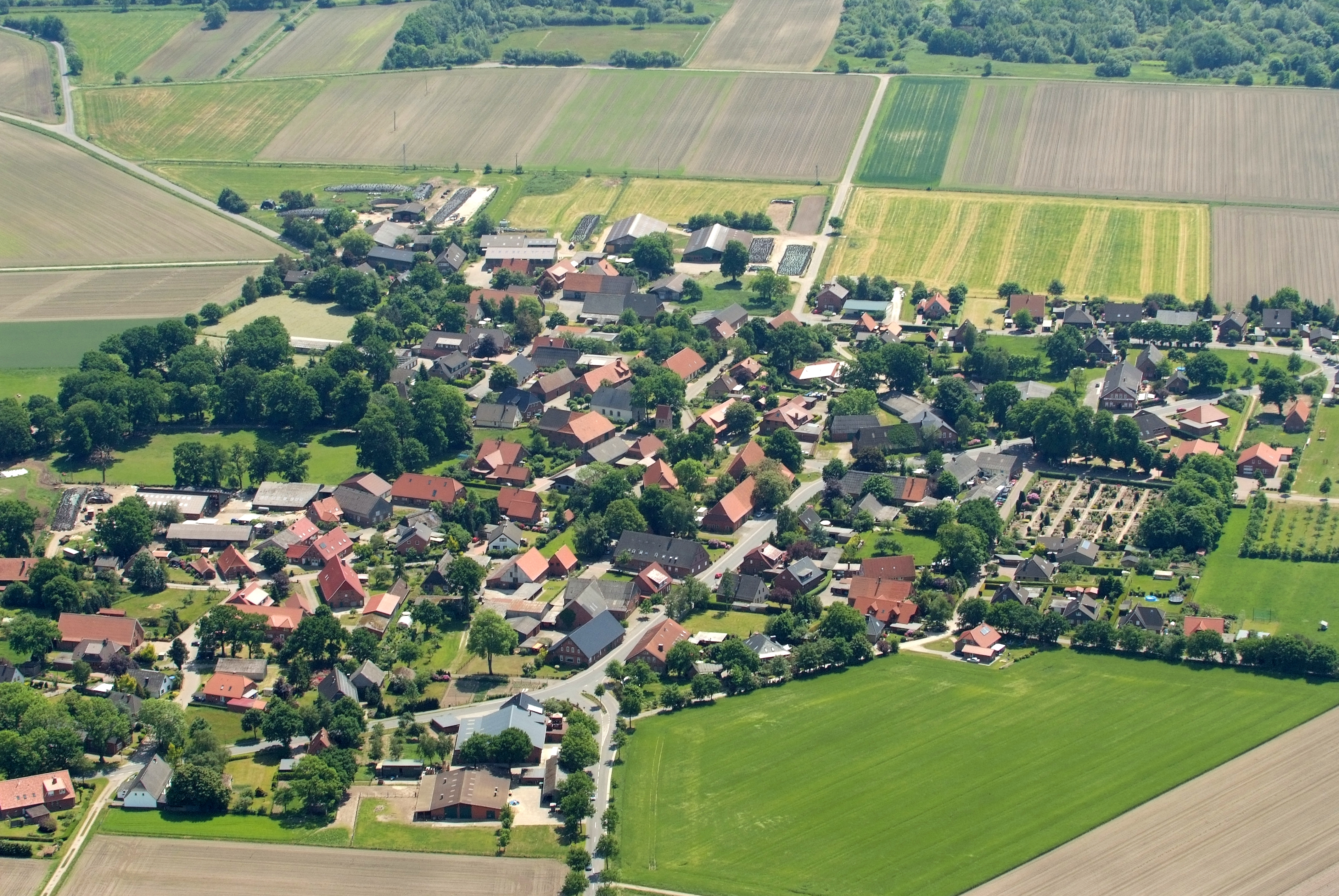
Luchtfoto (2012) van Bramel
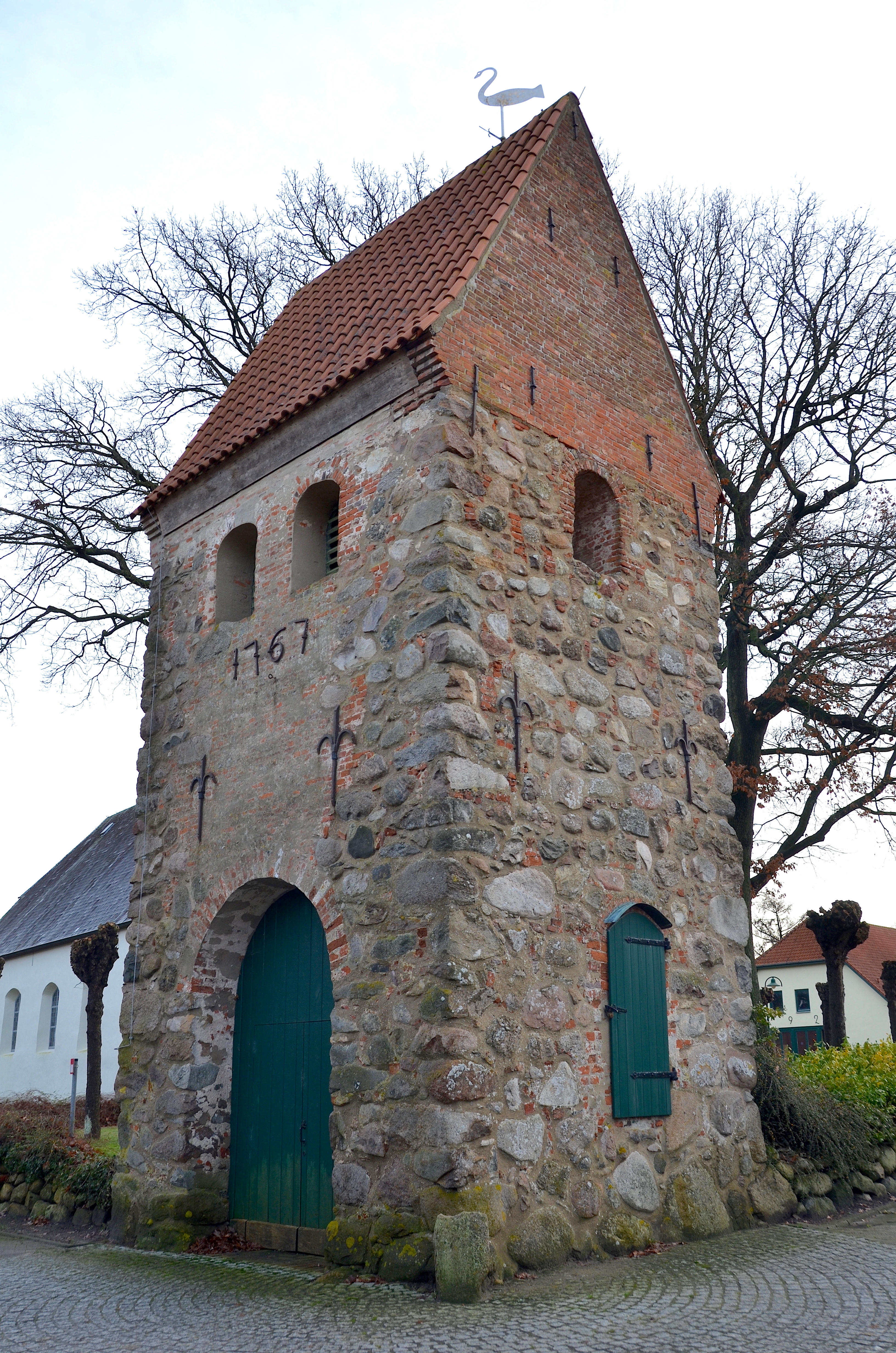
Klokkentoren, ook in het dorpswapen weergegeven
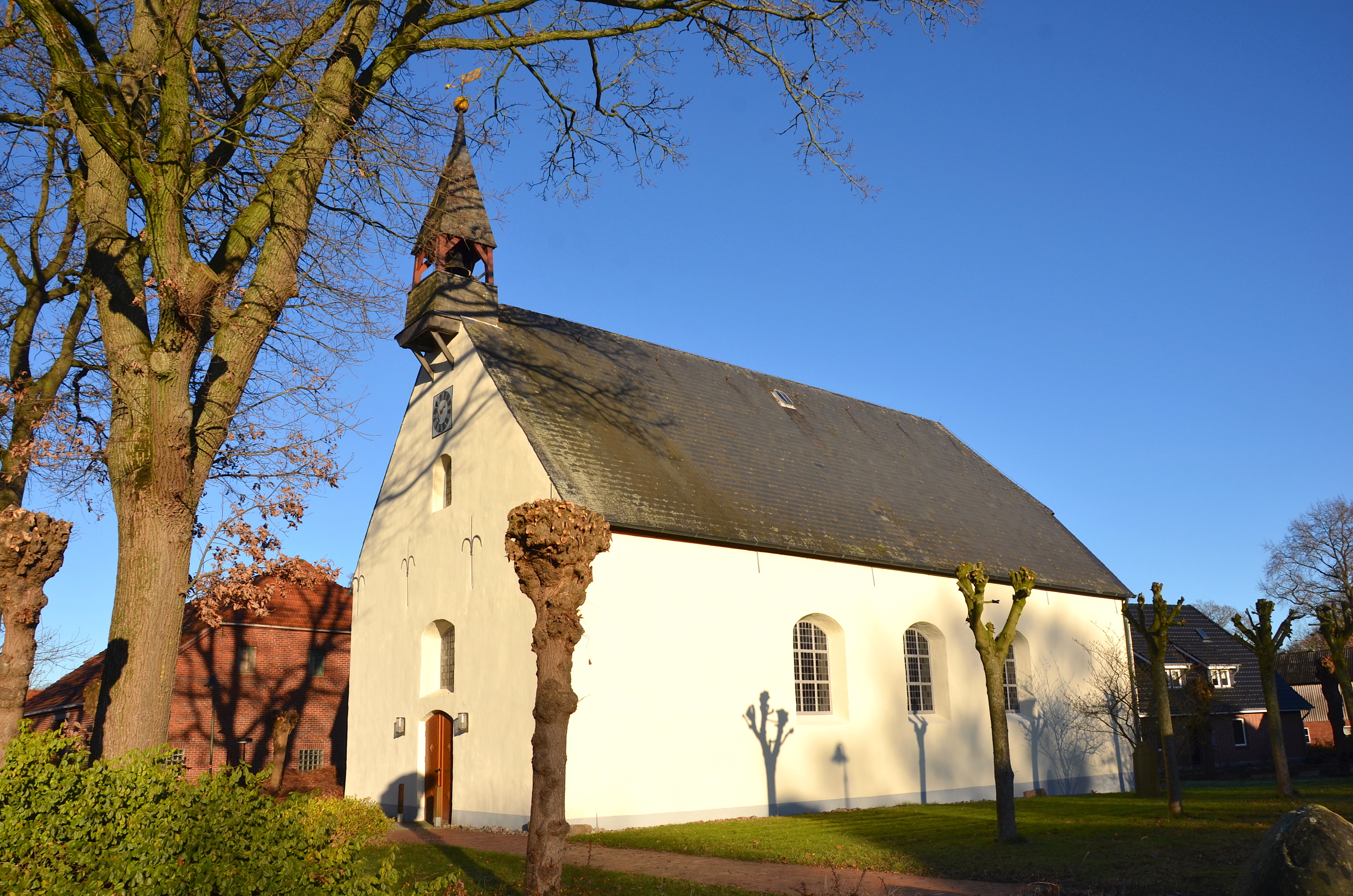
Evang.-lutherse Driekoningenkerk, Bramel
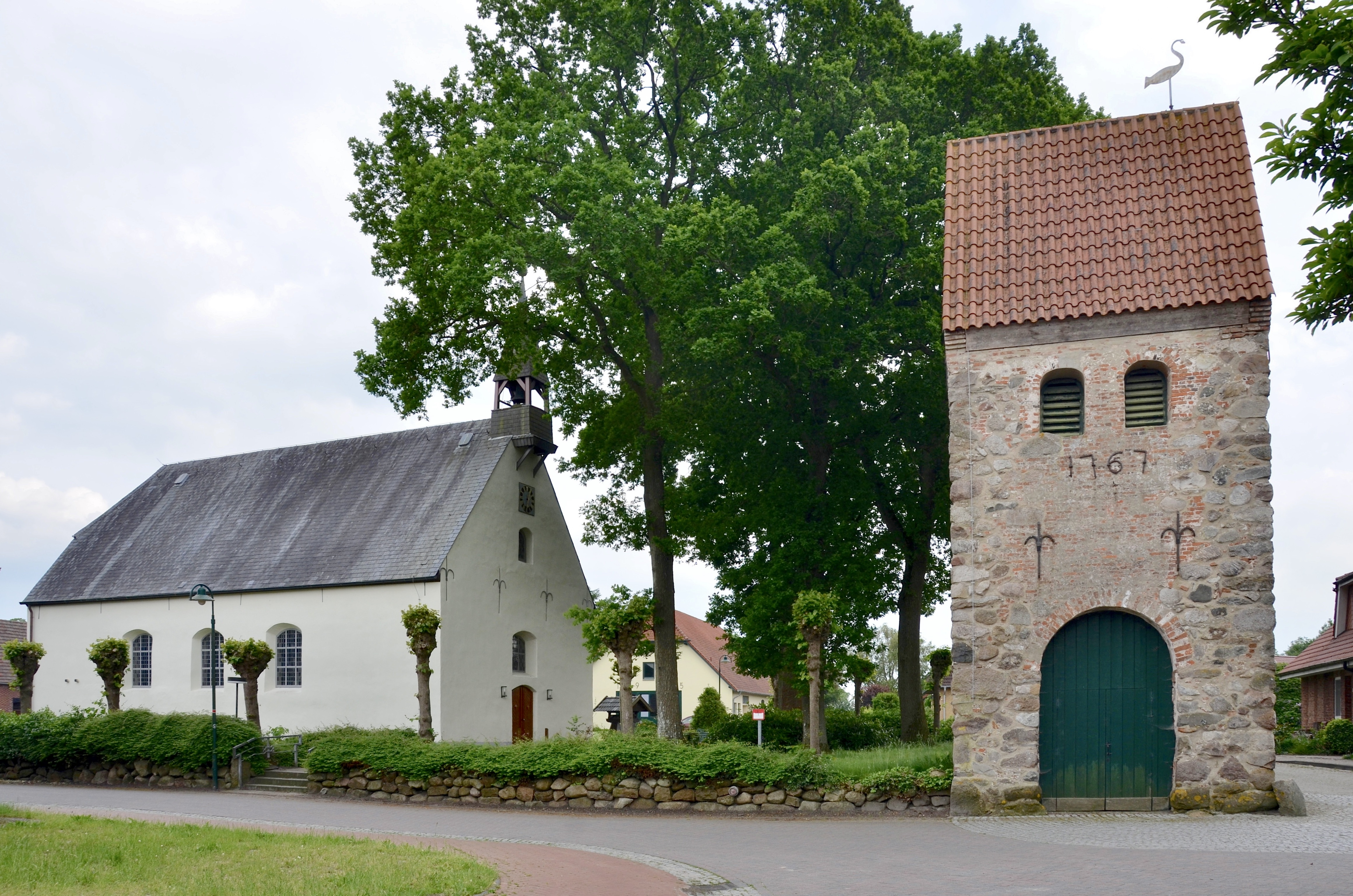
Kerk en toren naast elkaar

- Library of Congress Control Number: n98078988
- Nationale Bibliotheek van Israël: 987007538063305171
- Virtual International Authority File: 135051106